# Armstrong-Whitworth D9
Die Armstrong-Whitworth D9 war eine Diesellokomotive der Armstrong-Whitworth, die ab 1933 für Versuchsfahrten bei der London and North Eastern Railway (LNER) eingesetzt, jedoch bereits im Juni 1934 nach einem Getriebeschaden ausrangiert wurde. Sie gilt als erste Streckendiesellokomotive, mit der auf dem britischen Streckennetz Versuchsfahrten durchgeführt wurden.

## Geschichte
Die D9 ging im Juli 1933 in den Probebetrieb und führte eine kleine Anzahl von Versuchszügen auf der East Coast Main Line zwischen Newcastle upon Tyne, dem Firmensitz von Armstrong-Whitworth, und Alnmouth. Zusätzlich fuhr sie einige Züge Newcastle und Hexham auf der Strecke nach Carlisle. Weitere Tests waren mit Güterzügen von 45 und 60 Wagen von Newcastle nach Berwick und York geplant.     
Die Lokomotive war für Armstrong-Whitworth ein spekulatives Unterfangen und die LNER zeigte wenig Interesse an ihr, da sie zu dieser Zeit großen Erfolg mit der Dampftraktion hatte, für die sie im Gegensatz zur Diesellokomotive kein Brennstoff importieren musste. Aufgrund einer Explosion im Getriebe wurde die Lokomotive bereits im Juni 1934 abgestellt.

## Technik
Die Lokomotive war als Universallokomotive mit 17,3 t Achslast konzipiert und war zugelassen zum Ziehen von 815 t schweren Güterzügen oder 265 t schweren Reisezügen. Ihre maximale Anfahrzugkraft betrug 125 kN, die Höchstgeschwindigkeit 110 km/h. Ein Armstrong-Sulzer-Dieselmotor Typ 8LD28 mit acht Zylindern in Reihenanordnung, der eine Nennleistung von 800 PS bei 700 Umdrehungen pro Minute entwickelte.
Die Kühlung des Dieselmotors erfolgte durch zwei seitlich angeordneten Radiatoren von Serck, durch die ein elektrisch angetriebener Ventilator mit Thermostatregelung die Luft blies. Der Antrieb erfolgte über drei elektrische Fahrmotoren von Crompton Parkinson, die je eine Leistung von 175 kW hatten. Zudem war die Lokomotive für Mehrfachtraktion vorbereitet und verfügte über eine Totmanneinrichtung in den Führerständen. Die Steuerung der Lokomotive erfolgte über einen Fahrschalter und das Führerbremsventil.